# Miki Kurokawa
Pour les articles homonymes, voir Kurokawa (homonymie).
Miki Kurokawa (黒川 巳喜, Kurokawa Miki) est un architecte japonais né le mars 1905 et mort le 2 janvier 1994. Ses productions relèvent de plusieurs styles comme le style à toiture impériale.

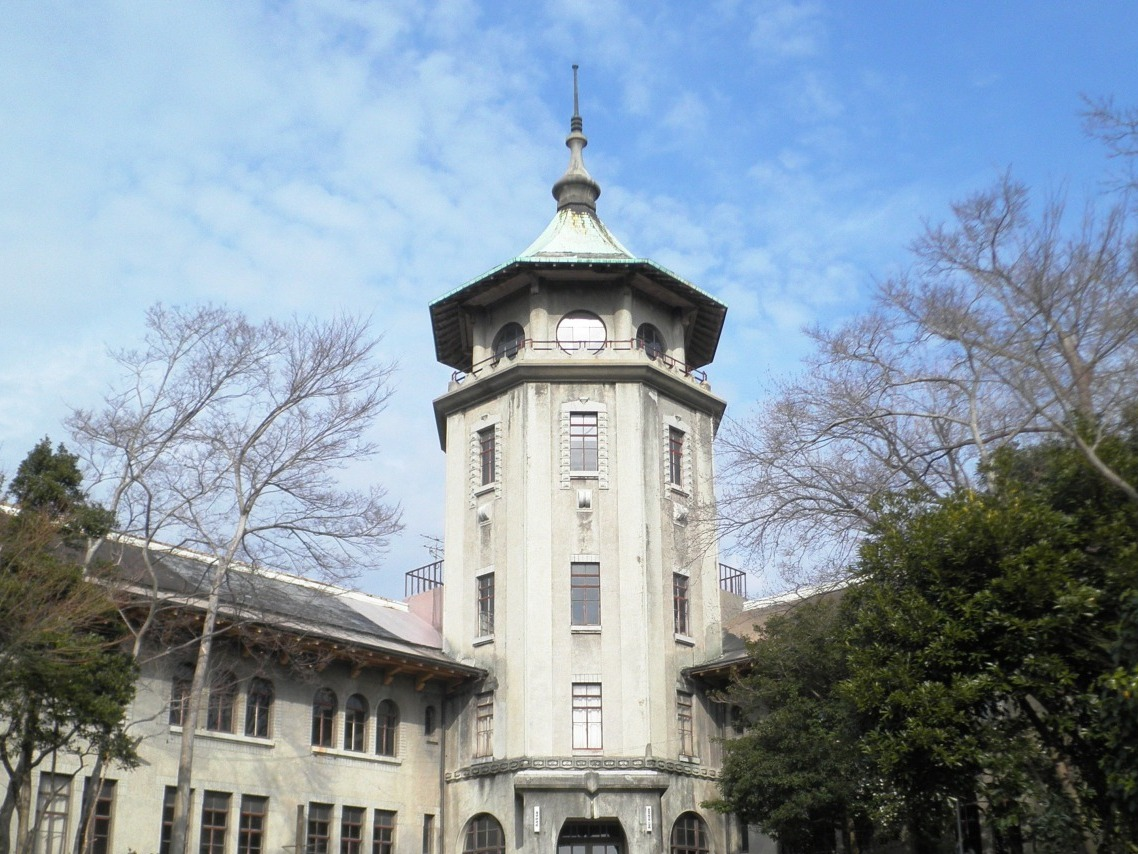
Shōwajukudō à Nagoya
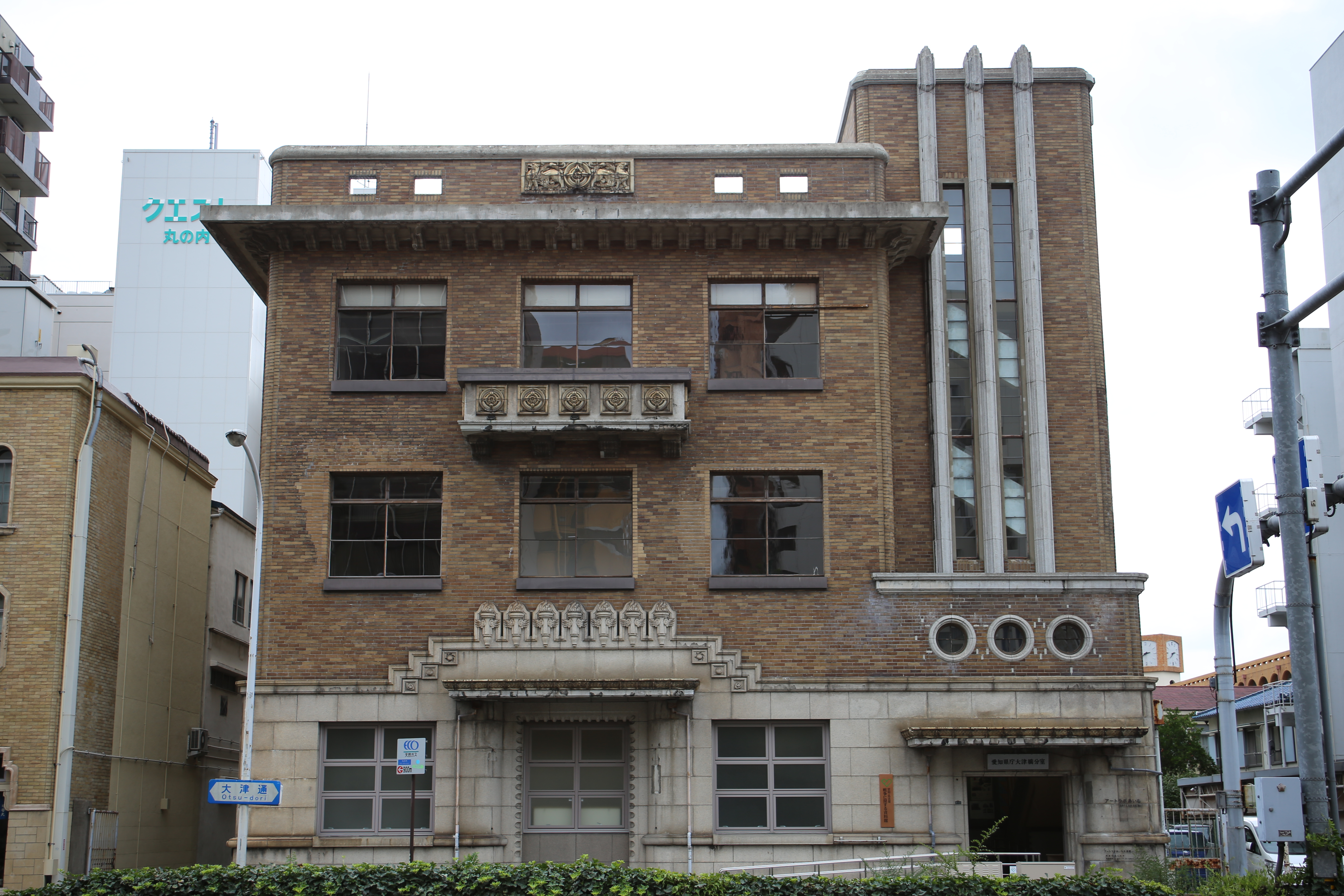
Bureau préfectoral d'Otsubashi
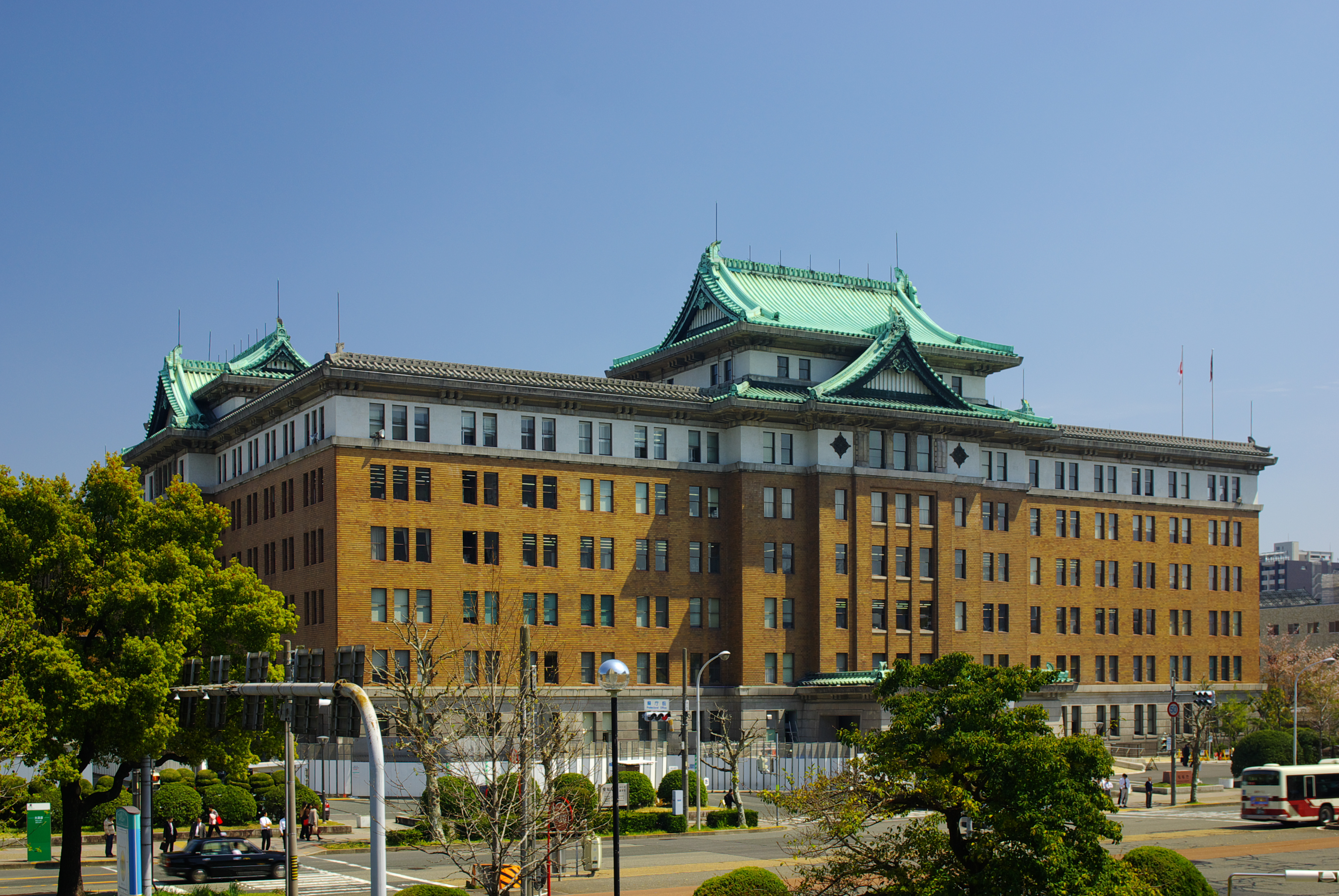
Siège de la préfecture d'Aichi